# Kasaragod (huyện)
Huyện Kasaragod là một huyện thuộc bang Kerala, Ấn Độ. Thủ phủ huyện Kasaragod đóng ở Kasaragod. Huyện Kasaragod có diện tích 1992 ki lô mét vuông. Đến thời điểm năm 2001, huyện Kasaragod có dân số 1203342 người.